# آگوستمتورن
آگوستمتورن (به لاتین: Augstmatthorn) یک کوه در سوئیس است که در کانتون برن واقع شده‌است. آگوستمتورن ۲٬۱۳۷ متر بالاتر از سطح دریا واقع شده‌است.